# Menella mikrodentata
Menella mikrodentata is een zachte koraalsoort uit de familie Plexauridae. De koraalsoort komt uit het geslacht Menella. Menella mikrodentata werd in 1916 voor het eerst wetenschappelijk beschreven door Broch. 